# Santa Maria (Distrito Federal)
Santa Maria, amtlich portugiesisch Região Administrativa de Santa Maria, ist die Verwaltungsregion RA XIII und eine Satellitenstadt mit 123.956 Einwohnern 33 km südwestlich vom Stadtzentrum im brasilianischen Bundesdistrikt. Die Verwaltungsregion grenzt an Gama, Park Way, Lago Sul, Novo Gama (GO), Valparaíso de Goiás (GO) und São Sebastião an. 1992 wurde Santa Maria durch das Gesetz "348/92 und das Dekret "14604/93" aus der Verwaltungsregion Gama ausgegliedert und zu einer eigenständigen Verwaltungsregion. Der Ortsname leitet sich vom gleichnamigen Fluss Rio Santa Maria ab.

## Verwaltung
Administrator der Verwaltungsregion ist Nery Moreira da Silva.